# Cathédrale Notre-Dame-de-Lourdes de Sikasso
Cette  cathédrale n’est pas la seule cathédrale Notre-Dame-de-Lourdes.
La cathédrale Notre-Dame de Lourdes de Sikasso, au Mali, est la cathédrale catholique du diocèse de Sikasso. C'est une cathédrale d'architecture néo-soudanaise